# Patient Protection and Affordable Care Act

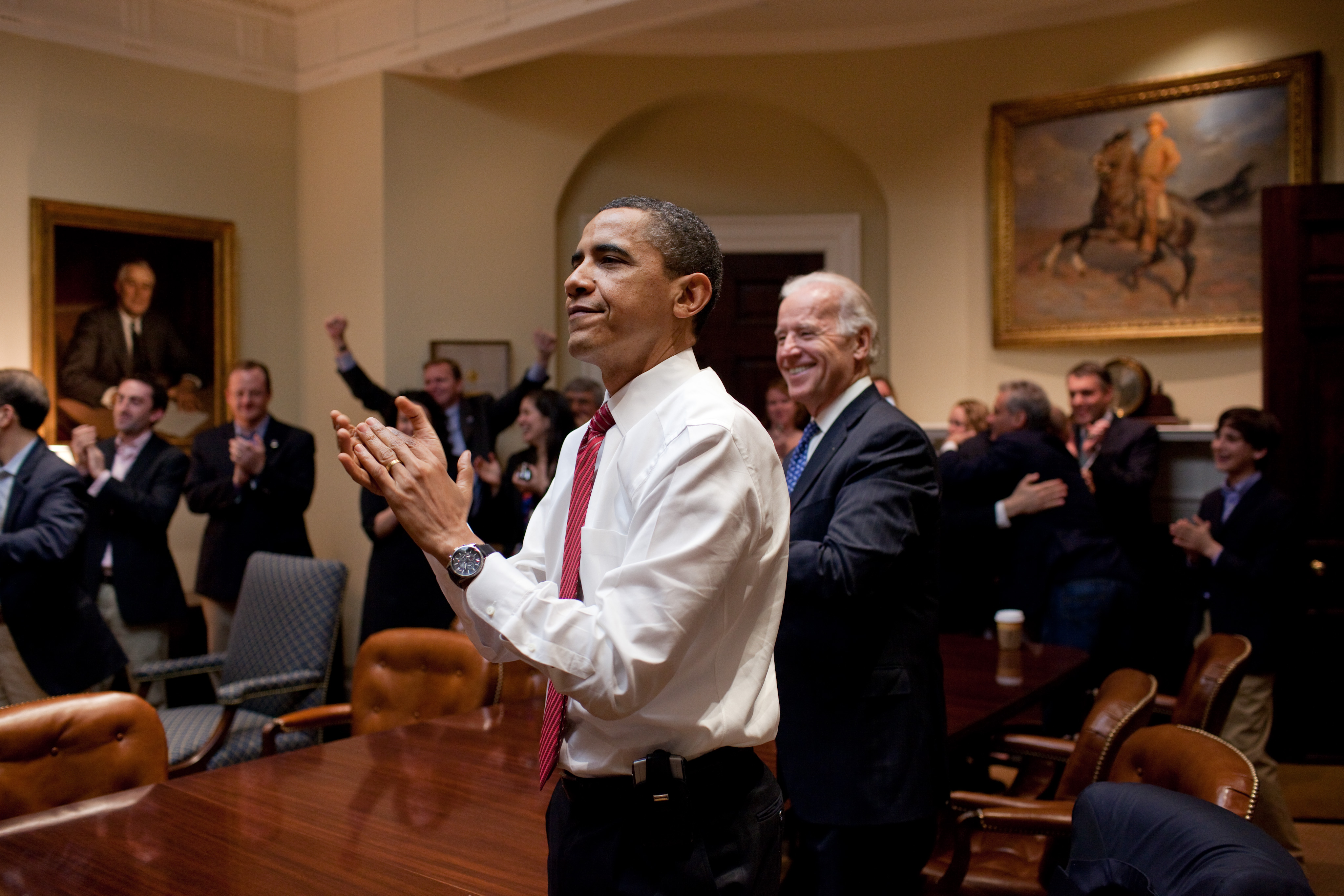
President Barack Obama och vicepresident Joe Biden samt den politiska stabens reaktioner i Vita huset då representanthuset röstade igenom lagen den 21 mars 2010.

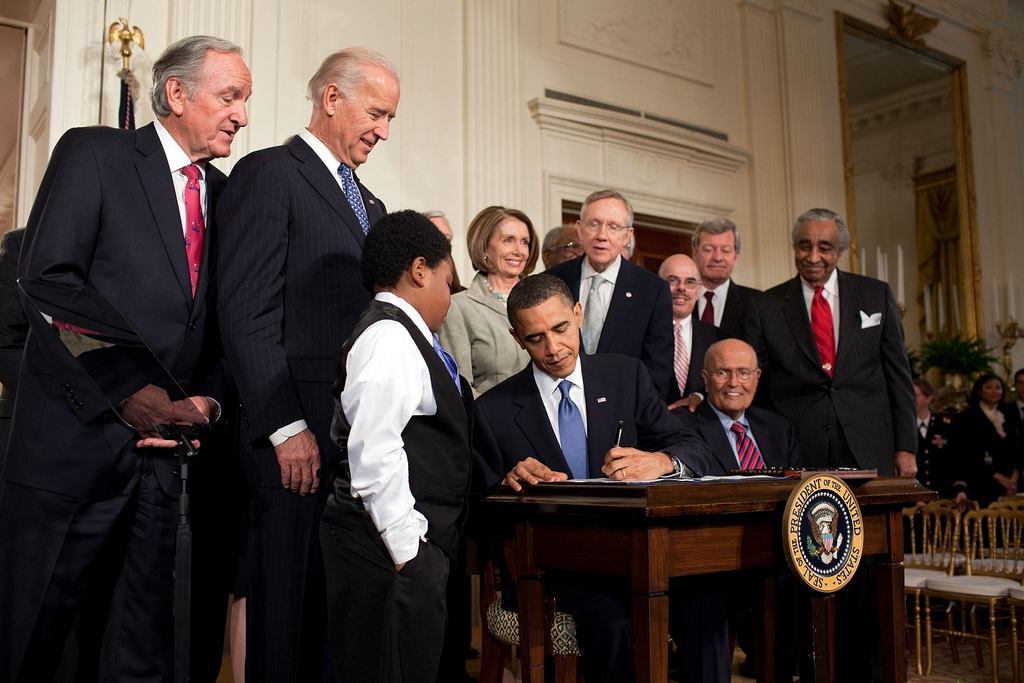
President Obama undertecknar Patient Protection and Affordable Care Act den 23 mars 2010.

Patient Protection and Affordable Care Act, informellt omnämnd som Obamacare och ACA, är en federal lag i USA som 23 mars 2010 undertecknades av president Barack Obama som en del av en sjukvårdsreform i USA och utvidgningen av Medicaid.
Lagens syfte är att alla amerikanska medborgare ska få vissa förmåner vid köp av sjukvårdsförsäkringar samt nödgas ansluta sig till någon form av sjukförsäkringsprogram.

## Översikt
ACA består av ett flertal reformer, vilka skall införas successivt mellan 2010 och 2020. Några av de större reformerna är följande:
- Individer och familjer med inkomster mellan 100 och 400 procent av den federala fattigdomsgränsen ska få statliga bidrag efter en viss skala (där bidragets storlek är inkomstberoende) om de köper socialförsäkringar via utbytessystemet.[3]
- Individer och familjer med inkomster mellan 133 och 150 procent av fattigdomsnivån ska få statliga bidrag så att deras avgifter inte blir högre än 3 till 4 procent av deras inkomst.[4]

## Kritik
Lagen har mött kritik från både höger och vänster. Kritiken grundar sig framför allt i att enskilda enligt lagen är tvungna att teckna en privat sjukvårdsförsäkring och då de krav som ställs på försäkringsbolag (bland annat att inte ta ut högre avgifter på grund av kroniska sjukdomar, kön m.m.) påstås höja priser för vanliga medborgare. Kritikerna anser att det är ett intrång i individens frihet att välja att stå utan försäkring (amerikanska medborgare över 65 år, som berörs mest av sjukvården, är redan försäkrade genom det federalt finansierade Medicare) och hävdar således att det "individuella mandatet" strider mot USA:s konstitution. Emellertid fastslog USA:s högsta domstol i juni 2012 att lagen är förenlig med konstitutionen eftersom individuellt mandat är att jämföra med en federal skatt. Utöver de avgifter som betalas för en försäkring ansågs det inte att en försäkring innebär uppoffringar från försäkringstagaren.